# Campeonato Sul-Americano de Clubes de Voleibol Masculino
O Campeonato Sul-Americano de Clubes de Voleibol Masculino é um torneio continental de voleibol masculino organizado pela Confederação Sul-Americana de Voleibol (CSV). É a competição mais importante em nível de clubes da América do Sul e o clube brasileiro Randi Esporte Clube foi o primeiro a obter este título, em 1970, em Assunção, no Paraguai. O campeão deste torneio classifica-se para o Campeonato Mundial de Clubes.

## Títulos

### Por clube
| Equipe                      | Campeão | Vice-campeão | Terceiro lugar |
| --------------------------- | ------- | ------------ | -------------- |
| Cruzeiro                    | 11      | 1            | 1              |
| Paulistano                  | 5       | 1            | 1              |
| Clube Banespa               | 5       | 0            | 0              |
| Botafogo                    | 3       | 1            | 0              |
| UPCN                        | 2       | 5            | 3              |
| Minas                       | 2       | 5            | 1              |
| ADC Pirelli                 | 2       | 4            | 1              |
| ADC Bradesco Atlântica      | 2       | 2            | 0              |
| Ferro Carril Oeste          | 1       | 3            | 1              |
| Cimed Clube                 | 1       | 1            | 0              |
| Ciudad de Bolívar           | 1       | 1            | 0              |
| Gimnasia y Esgrima La Plata | 1       | 0            | 0              |
| Randi                       | 1       | 0            | 0              |
| SESI-SP                     | 1       | 0            | 1              |
| Balneario Pinamar           | 0       | 2            | 0              |
| Náutico Carrasco            | 0       | 1            | 3              |
| Lomas Vóley                 | 0       | 1            | 1              |
| Vôlei Taubaté               | 0       | 1            | 1              |
| Praia Clube                 | 0       | 1            | 1[a]           |
| Club Miranda                | 0       | 1            | 0              |
| Stadio Italiano             | 0       | 1            | 0              |
| Ciudad Vóley                | 0       | 1            | 0              |
| Scholem Aleijem             | 0       | 1            | 0              |
| Flamengo                    | 0       | 1            | 0              |
| ADC Sul Brasileiro          | 0       | 1            | 0              |
| Atlética Frangosul          | 0       | 1            | 0              |
| Brasil VC                   | 0       | 1            | 0              |
| Obras de San Juan           | 0       | 0            | 4              |
| Universidad Católica        | 0       | 0            | 3              |
| Deportivo Colón             | 0       | 0            | 1              |
| Provincial de Rosario       | 0       | 0            | 1              |
| Univ. Federico Villarreal   | 0       | 0            | 1              |
| Club Lister                 | 0       | 0            | 1              |
| Regatas Santa Fe            | 0       | 0            | 1              |
| Somisa San Nicolas          | 0       | 0            | 1              |
| Obras Sanitarias            | 0       | 0            | 1              |
| Peerless                    | 0       | 0            | 1              |
| River Plate                 | 0       | 0            | 1              |
| Estadio Español             | 0       | 0            | 1              |
| Chacarita Juniors           | 0       | 0            | 1              |
| Huracanes de Bolívar        | 0       | 0            | 1              |
| RJX                         | 0       | 0            | 1              |
| Montes Claros               | 0       | 0            | 1              |
| Vôlei Campinas              | 0       | 0            | 1              |
| Vôlei São José              | 0       | 0            | 1              |
| Araguari Vôlei              | 0       | 0            | 1[a]           |

*a  Praia Clube e Araguari Vôlei conquistaram o bronze na edição de 2023 em parceria.
Notas
 Os títulos do Campeonato Sul-Americano de Campeões e da Liga Sul-americana não entram no histórico geral. Tais resultados são mostrados separadamente nas seções abaixo por não serem reconhecidos pela Confederação Sul-Americana de Voleibol.

### Por país
| País      | Campeão | Vice-campeão | Terceiro lugar |
| --------- | ------- | ------------ | -------------- |
| Brasil    | 33      | 21           | 11             |
| Argentina | 5       | 14           | 15             |
| Chile     | 0       | 1            | 4              |
| Uruguai   | 0       | 1            | 3              |
| Venezuela | 0       | 1            | 1              |
| Peru      | 0       | 0            | 2              |
| Paraguai  | 0       | 0            | 1              |
| Colômbia  | 0       | 0            | 1              |